# ポンペイ最後の日 (ドクター・フーのエピソード)
「ポンペイ最後の日」（原題: "The Fires of Pompeii"）は、イギリスのSFドラマ『ドクター・フー』の第4シリーズ第2話。2008年4月12日に BBC One で放送された。舞台は79年のヴェスヴィオ噴火の直前で、本作では異星人のタイムトラベラーである10代目ドクターと彼の新しいコンパニオンのドナ・ノーブルがポンペイに旅をし、そこで異星人の侵略を暴く。彼らの衝突する世界観によりドクターには倫理的なジレンマがもたらされる。
本作はローマのチネチッタに所在するスタジオで撮影され、新シリーズ始動以来初めて『ドクター・フー』の製作チームがキャストを海外へ送ったエピソードとなった。本作の製作はヨーロッパへ渡る制作チームの問題と撮影数週間前のセット近隣の火災で妨げられた。
本作を巡る批評家の意見は一般に賛否両論である。ドクターの直面する倫理的ジレンマと家族をポンペイから救おうとするドナの主張は本作の前提であり、広く称賛された。しかし、本作の脚本は批判を受けており、特に脇役の性格描写が批判された。会話は"一次元的"、ピーター・カパルディとフィル・ディヴィスの会話は"めそめそとしていて不愛想" ("whimpering and scowling") と表現された。

## 文化的参照
ドクターはスパルタカスであると自己紹介し、ドナも「私も」と続けた。これは全ての奴隷が "I'm Spartacus!" と叫んでスパルタカスを匿った映画『スパルタカス』を反映している。
ドクターは "Volcano Day"（日本語版では「噴火の日だ」） というフレーズを口にしており、これはジャック・ハークネスが「空っぽの少年」（2005年）で、9代目ドクターが「ドクターは踊る」（2005年）で使ったものである。
カエキリアスと彼の妻マテラ、息子クインタスはケンブリッジラテン語講座の教科書に登場する一家を元にしている。教科書の一家は実在のポンペイ市民ルシウス・カエキリアス・イウクンダスと彼の家族に基づいている。

## 製作

### 脚本
エグゼクティブ・プロデューサーのラッセル・T・デイヴィスは当初ポンペイの一連のセットは『ドクター・フー』新シリーズの第1シリーズに使用する計画だったが、本作のポジションは「悲しきスリジーン」に与えられ、アイディアは3年間棚上げされることとなった。
本作は映画『サヴァイヴ 殺戮の森』や『秘密情報部トーチウッド』の「スリーパー」を以前に執筆していた脚本家ジェームズ・モーランが担当した。彼は『秘密情報部トーチウッド』のエピソードを執筆した結果、本作を執筆するよう依頼された。モーランは本作の執筆に苦労し、ドクターの冒頭の台詞を20回以上書き直さなくてはならなかった。パイロヴァイルも執筆の間に編集されており、以前はパイロヴィラキシアンやパイロヴェリアンと呼称されていた。
モーランは撮影により課される制約ゆえデイヴィスと密接に連携した。デイヴィスはモーランに、ルシアス・ペトラス・デクストラス ("Lucius Stone Right Arm")・TK Maxximus・スパルタカス（"I'm Spartacus!"）といった、コミックシリーズ『アステリックス』のような言語学的ジョークを挿入するように促した。モーランはケンブリッジラテン語講座の教科書Iの主要登場人物にちなんでカエリキリアスを命名し、これは銀行家ルシアス・カエキリアス・イウクンダスに基づいている。また、彼が命名したマテラはトレーシー・チャイルズが演じたサブの登場人物メテラに、クインタスは同じ成り行きのカエキリアスの家族にちなむ。登場人物エヴェリーナは唯一モーランが名前を作ったカエキリアスの家族のメンバーである。ケンブリッジラテン語講座教科書Iの終わりでカエリキリアスとメテラは噴火の日に滅びを迎えるが、クインタスは生き延びた。本作は彼らの物語の代わりの結末を作り上げており、一家全員がドクターに救われてローマへ移住した。ドクターの "You must excuse my friend, she's from Barcelona"（日本語版では「失礼、バルセロナの人間でね」）という台詞はドラマ『フォルティ・タワーズ』に由来する謝罪のキャッチフレーズであり、登場人物シビル・フォールティへ製作チームが帰属させた。
本作は、ポンペイの民衆に警告するか否か、彼らを噴火から救うか否かという、ドナがドクターへ投げかける倫理的な疑問に重点を置いている。モーランも噴火を描く際に求められる強烈さと繊細さを上手く処理しなくてはならなかった。デイヴィスとモーランはいずれもキャサリン・テイトの演技を褒め、ドクターを人間たらしめて Lose-Lose の状況を彼が対処する手伝いをするドナの能力を、ドクターがコンパニオンと旅する理由として言及した。
第4シリーズの一連のストーリーは、ドクターがシャドー議会に言及したシーンが手がかりとなっている。シャドー議会はこれまで「マネキンウォーズ」、「クリスマスの侵略者」、「危険なお絵描き」、「ドナとドクター」 に登場した。また、メデューサ・カスケードへの言及もなされており、これにはエグゼクティブ・プロデューサーのラッセル・T・デイヴィスが Doctor Who Magazine にて後のシリーズで再登場して絶えず我々に付きまとうだろうと述べた。モーランもまた別個に物語の連続を "fun continuity thing" として挿入しており、脚本には1965年の The Romans の結末で描かれたローマ大火にドクターが部分的にかかわっていたことを匂わせている。また、ターディスが現代アートとして売られたシーンは1979年の City of Death を反映している。
さらに、ルシアス・ペトラスがドクターに告げた「彼女が戻ってくる」という台詞と、ドナに告げた「背中に何かが」という台詞は、いずれも第4シリーズの後のエピソード「運命の左折」での出来事を予兆している。

### 撮影
本作はローマのチネチッタスタジオで2007年9月に撮影され、ドラマ『ROME［ローマ］』のセットも一部再利用された。他のロケ地としてマルタとウェールズが提案されたが、新シリーズで最大規模というプロジェクトの大きさから、製作はイタリアで行われることとなった。エピソードの大部分が海外で撮影されてキャストも海外へ赴いたのは1996年のテレビ映画以来初のことであった。なお、新シリーズ初の海外ロケは第3シリーズの「ダーレク・イン・マンハッタン」のニューヨークで行われた。予算額が小さかったにも拘わらず、チネチッタはスタジオを宣伝するためにBBCの要求を受諾した。

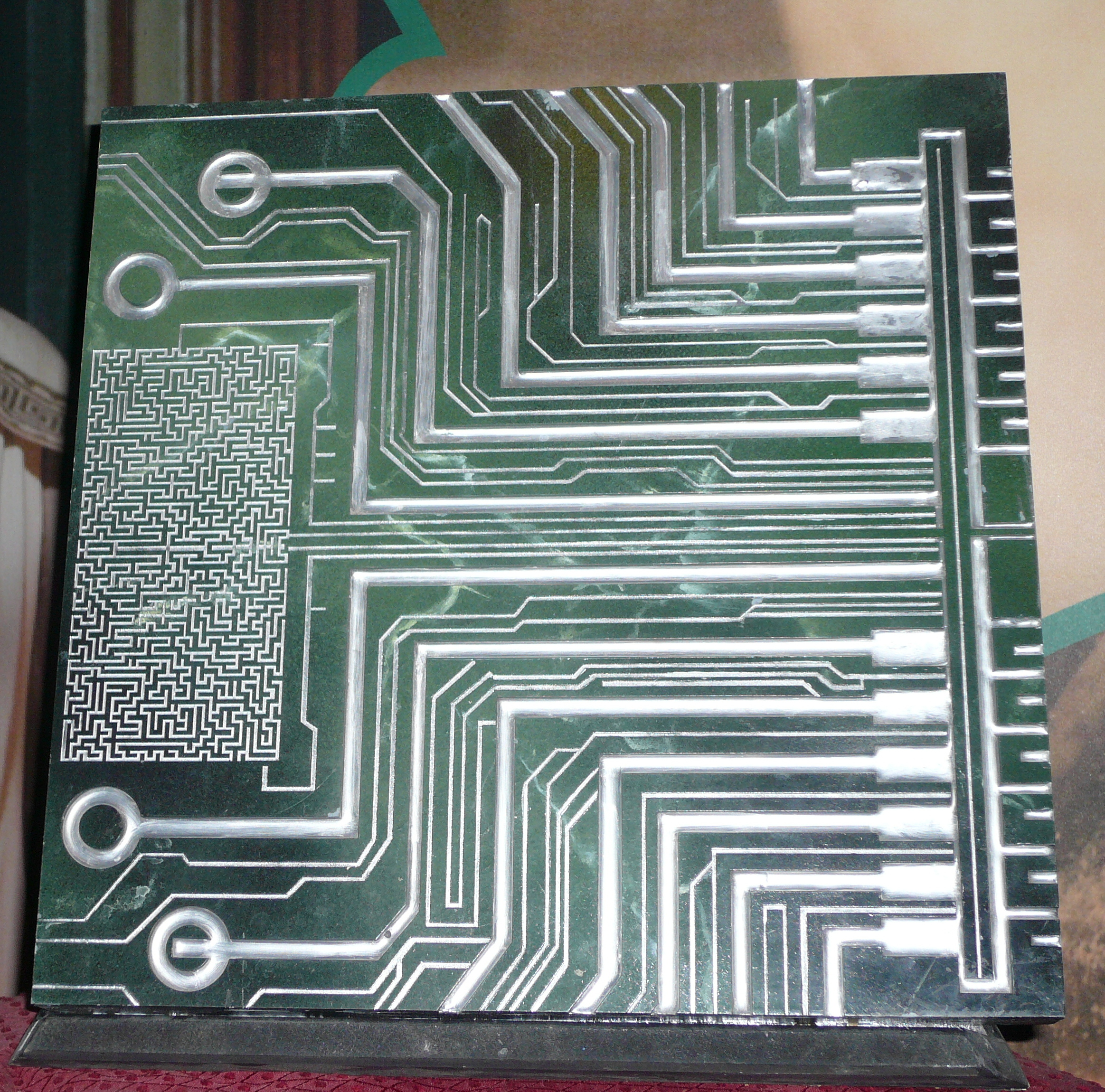
劇中に登場した回路

海外での撮影は2004年に提案された が、本作はその最初の本格的な例である。計画準備はモーランが脚本を執筆する以前の2007年4月に始まり、製作チームがイタリアへ飛ぶまで続いた。撮影が開始する数週間前に火災があり、製作が一時的に滞った。ローマへ移動する間には、スイスとの国境で備品のトラックが数時間遅れる、特殊効果チームがカレーの税関で24時間遅れるといったトラブルが製作チームに起こった。製作チームはロケ地での撮影時間が48時間しか残されておらず、噴火の余波はロケーション撮影と同じ夜に撮影された。降ってくる火山灰を作るため、特殊効果チームは大量のコルクを使って降り注ぐ粉塵の恒常的な供給を可能とした。シビル寺院でのシーンは2007年9月18日と19日にカーディフの Temple of Peaceで撮影された。

### キャスティング
「ポンペイ最後の日」のキャストメンバーの2人は後に『ドクター・フー』で主演を務めた。カレン・ギランは『ドクター・フー』第5シリーズに復帰してマット・スミスの「11番目の時間」からコンパニオンのエイミー・ポンドを演じた。キャスティングディレクターのアンディ・プライアーは本作での預言者の1人としてのパフォーマンスに基づき、彼女を新エグゼクティブ・プロデューサーのスティーヴン・モファットへ推薦した。
ピーター・カパルディは2013年に12代目ドクター役にキャスティングされ、50周年記念スペシャル「ドクターの日」でエンドロールに名前が載らない形でカメオ出演し、2013年クリスマススペシャル 「ドクターの時」で初登場した。12代目ドクターは第9シリーズ「死んだ少女」で本作の出来事を扱っており、ドクターはポンペイで説得されて救った男の顔と自身の顔が同じであることを最終的に思い出した。彼は自分のすべきことが命を守ることであることを覚えておくために自分が潜在意識的に顔を選んだのだと推測した。また、カパルディは『秘密情報部トーチウッド』第3シリーズ（チルドレン・オブ・アース）でジョン・フロビシャー役を演じたが、このキャラクターとの同様の繋がりは画面上で示されていない。
トレーシー・チャイルズとフィル・デイヴィスも Big Finish Productions による『ドクター・フー』のオーディオ作品に出演している。

## 放送
当夜の視聴者数は810万人、ピーク時に850万人と見積られた。トータルでは904万人に達した。本作は4月12日の番組では944万人を記録した『ブリテンズ・ゴット・タレント』に次いで2番目に視聴者が多く、その週では10番目に多く視聴された番組となり、評価指数は87 (Excellent) を記録した。

### 批評家の評価
本作は一般に賛否両論のレビューを受けた。ニュース・オブ・ザ・ワールドのイアン・ハイランドは、今週のテイトはほぼ我慢できるものだったと言った。また、彼は"TK Maxximus" のジョークを褒めた。彼はドクターがカエキリアスの家族を見殺しにすることに対するドナの反応には曖昧な態度を取った。彼は The Catherine Tate Show の登場人物ジョニー・テイラーと対比して彼女の行動を批判したが、これが意図的であったなら再び最高だと言った。彼は「今週は不十分だった第1話よりも100倍良かった。より怖ろしいエイリアン、より強力なゲスト出演者、修道女や預言者のいる大人に優しい適切なストーリーライン」と述べて締めた。
ザ・ステージのスコット・マシューマンは、過去を変えてというドナの主張が本作の感動的な背景を形作り、真に胸が張り裂けるような演技を生み出したと述べた。彼はターディスがドクターとドナのラテン語のフレーズをケルト語翻訳したのジョークを気に入り、「地団駄を踏むことなくジョークを構築する方法で、エピソードを通して巧妙に演じられた」と述べた。彼が気に入ったパートはドナがポンペイの民衆を浜から移そうと試みたシーンで、当該シーンは悲痛なシーンの連続の中で最も目立つ感動的な部分だったとした。しかし、彼はモーランの脚本を批判し、特にクインタスとマテラの会話について「大層酷くずっと一次元的だったなままだった」と低評価した。SyFy Portal のアラン・スタンリー・ブレアも肯定的なレビューをした。彼はテイトを高く評価し、「彼女は当初番組に参加した "Runaway" のキャラクターから遥かに遠ざかった」と述べた。"TK Maxximus" というフレーズ とパイロヴァイルを鎮圧するためにドクターが水鉄砲を使ったシーンは特殊効果がパイロヴァイルに命を吹き込んだとして称賛された。しかし、彼は本作で口語体の河口域英語が使われたことを不可とし、特にフィル・コーンウェルの演じた露天商が "lovely jubbly" と発言したのを受け付けなかった。
デジタル・スパイのベン・ローソン・ジョーンズは本作を星5つのうち3つ星と評価し、「素晴らしい効果と良く掘り下げられた倫理的ジレンマで「ポンペイ最後の日」は盛り上がったが、噴火するのには失敗した」と述べた。彼は「モーランの脚本は、噴火の日の直前にタイムトラベラーが滅びた街に到着するという説得力のある前提に、視聴者を積極的に入り込ませるのに時間がかかりすぎている」と述べ、「脇筋は物語の大部分で不満の残るようにまごついていた」とした。また、彼は脇役の性格描写にも不満を口にしており、「ピーター・カパルディとフィル・デイヴィスはもっと良い演技をすべきだった」と述べた。しかし、彼はドクターの直面した倫理的ジレンマについては説得力があると評価し、ドクターが水鉄砲を使ったことについても「差し迫りつつある死の悪臭を相殺するための楽しい感覚を追加し、番組のトム・ベイカーの時代が綺麗に思い起こされる」と称賛した。全体として、彼はエピソードの前提を褒めたが、エピソード自体はもっと上手く脚本作りができたと考えた。